# David (deelgemeente)
David is een deelgemeente (corregimiento) van de gemeente (distrito) David in Panama. In 2015 was het inwoneraantal 92.000.